# Jan Kusiewicz
Jan Kusiewicz (ur. 21 września 1921 w Rzeplinie, zm. 5 kwietnia 2015 w Gdańsku) – polski tenor.

## Życiorys
Syn Leona. Do wybuchu II wojny światowej uczył się w Toruniu.
Podczas wojny, w latach 1941–1943 działał w ruchu oporu, aresztowany przez Gestapo, został przewieziony do więzienia w Bydgoszczy, a następnie osadzony w obozie koncentracyjnym Stutthoff, gdzie przebywał w latach 1943–1945.
Po powrocie do Torunia rozpoczął naukę śpiewu w Instytucie Muzycznym u Michała Prawdzica i Konstancji Święcickiej. Pracował także jako urzędnik w toruńskim Urzędzie Miejskim. W 1950 przeniósł się do Trójmiasta. W 1957 ukończył (z odznaczeniem) studia na wydziale wokalno-aktorskim Państwowej Wyższej Szkoły Muzycznej w Sopocie, w klasie prof. Stefana Beliny-Skupiewskiego.
Przez wiele lat był pierwszym tenorem Opery Bałtyckiej. Zyskał rozgłos po tym, jak zagrał rolę słynnego pieśniarza wzorowaną na Janie Kiepurze w filmie Pamiętnik pani Hanki (1963).
Był mężem Haliny Antoniny z domu Peszko (1930–1999). Ojciec Piotra Kusiewicza.
Zmarł w Gdańsku, pochowany na cmentarzu komunalnym w Sopocie (kwatera E5-1-35).

## Ordery i odznaczenia
- Krzyż Oficerski Orderu Odrodzenia Polski (1975)[4]
- Krzyż Kawalerski Orderu Odrodzenia Polski (1970)[4]
- Złoty Krzyż Zasługi (14 grudnia 1955)[2]
- Medal 10-lecia Polski Ludowej (22 lipca 1955)[7]
- Złoty Medal „Zasłużony Kulturze Gloria Artis” (10 października 2012)[8]
- Odznaka honorowa „Zasłużonym Ziemi Gdańskiej”

## Nagrody i wyróżnienia
- Autograf w Piernikowej Alei Gwiazd w Toruniu (2007)[9]
- Nagroda Marszałka Województwa Pomorskiego za wybitne zasługi w dziedzinie twórczości artystycznej oraz upowszechnianie i ochronę kultury na rzecz mieszkańców Województwa Pomorskiego (2011)[10]
- Nagroda Prezydenta Miasta Gdańska w Dziedzinie Kultury z okazji jubileuszu 70-lecia pracy artystycznej oraz 90. urodzin (2011)[11]
- Tytuł doktora honoris causa Akademii Muzycznej w Gdańsku (2012)